# HD102797
HD102797 — хімічно пекулярна зоря спектрального класу B9, що має видиму зоряну величину в смузі V приблизно 10,0.
Вона  розташована на відстані близько 2203,8 світлових років від Сонця.

## Пекулярний хімічний склад
Зоряна атмосфера HD102797 має підвищений вміст 
Si
.